# Trinidad és Tobago az 1992. évi nyári olimpiai játékokon
Trinidad és Tobago a spanyolországi Barcelonában megrendezett 1992. évi nyári olimpiai játékok egyik részt vevő nemzete volt. Az országot az olimpián 2 sportágban 7 sportoló képviselte, akik érmet nem szereztek.

## Atlétika
Férfi
| Versenyző                                            | Versenyszám     | Előfutam | Előfutam | Előfutam | Negyeddöntő | Negyeddöntő | Negyeddöntő | Elődöntő | Elődöntő | Elődöntő | Döntő   | Döntő    |
| Versenyző                                            | Versenyszám     | Idő      | Hely.    | Össz.    | Idő         | Hely.       | Össz.       | Idő      | Hely.    | Össz.    | Idő     | Helyezés |
| ---------------------------------------------------- | --------------- | -------- | -------- | -------- | ----------- | ----------- | ----------- | -------- | -------- | -------- | ------- | -------- |
| Ato Boldon                                           | 100 m           | 10,77    | 4.       | 44.      | kiesett     | kiesett     | kiesett     | kiesett  | kiesett  | kiesett  | kiesett | kiesett  |
| Ato Boldon                                           | 200 m           | 21,65    | 5.       | 47.*     | kiesett     | kiesett     | kiesett     | kiesett  | kiesett  | kiesett  | kiesett | kiesett  |
| Neil De Silva                                        | 200 m           | 20,89    | 2.       | 11.      | 20,66       | 3.          | 14.         | kizárták | kizárták | kizárták | kiesett | kiesett  |
| Alvin Daniel                                         | 400 m           | 46,09    | 2.       | 23.      | 46,44       | 7.          | 27.         | kiesett  | kiesett  | kiesett  | kiesett | kiesett  |
| Patrick Delice                                       | 400 m           | 46,58    | 4.       | 37.      | kiesett     | kiesett     | kiesett     | kiesett  | kiesett  | kiesett  | kiesett | kiesett  |
| Ian Morris                                           | 400 m           | 45,65    | 1.       | 10.      | 44,78       | 1.          | 3.          | 44,21    | 3.       | 3.       | 44,25   | 4.       |
| Alvin Daniel Patrick Delice Neil De Silva Ian Morris | 4 × 400 m váltó | 3:01,05  | 1.       | 5.       |             |             |             |          |          |          | 3:03,31 | 7.       |

* - egy másik versenyzővel azonos időt ért el

## Kerékpározás

### Pálya-kerékpározás
Sprintversenyek
| Versenyző         | Versenyszám  | Selejtező | Selejtező | 1. forduló                                          | 1. forduló | Vigaszág selejtező             | Vigaszág selejtező | Vigaszág döntő       | Vigaszág döntő | 2. forduló             | 2. forduló | Vigaszág             | Vigaszág | Negyeddöntő          | 5–8. helyért           | 5–8. helyért | Elődöntő             | Döntő                | Helyezés    |
| Versenyző         | Versenyszám  | Idő       | Hely.     | Ellenfelek Győztes idő                              | Hely.      | Ellenfél Győztes idő           | Hely.              | Ellenfél Győztes idő | Hely.          | Ellenfelek Győztes idő | Hely.      | Ellenfél Győztes idő | Hely.    | Ellenfél Győztes idő | Ellenfelek Győztes idő | Hely.        | Ellenfél Győztes idő | Ellenfél Győztes idő | Helyezés    |
| ----------------- | ------------ | --------- | --------- | --------------------------------------------------- | ---------- | ------------------------------ | ------------------ | -------------------- | -------------- | ---------------------- | ---------- | -------------------- | -------- | -------------------- | ---------------------- | ------------ | -------------------- | -------------------- | ----------- |
| Maxwell Cheeseman | Férfi egyéni | 11,448    | 18.       | Curtis Harnett (CAN) · Nyikolaj Kovs (EUN) · 11,248 | 3.         | Roberto Chiappa (ITA) · 11,106 | 2.                 | kiesett              | kiesett        | kiesett                | kiesett    | kiesett              | kiesett  | kiesett              | kiesett                | kiesett      | kiesett              | kiesett              | helyezetlen |

Időfutam
| Versenyző     | Versenyszám           | Idő      | Helyezés |
| ------------- | --------------------- | -------- | -------- |
| Eugene Samuel | Férfi egyéni időfutam | 1:05,458 | 8.       |

Pontversenyek
| Versenyző     | Versenyszám       | Selejtező | Selejtező | Selejtező | Selejtező | Döntő     | Döntő | Helyezés |
| Versenyző     | Versenyszám       | Csoport   | lekörözés | Pont      | Hely.     | lekörözés | Pont  | Helyezés |
| ------------- | ----------------- | --------- | --------- | --------- | --------- | --------- | ----- | -------- |
| Eugene Samuel | Férfi pontverseny | A         | 1         | 17        | 9.        | -         | 4     | 19.      |